# Hotavlje
Hotavlje este o localitate din comuna Gorenja vas - Poljane, Slovenia, cu o populație de 353 de locuitori.